# Вельци, Джузеппе Мария
Джузеппе Мария (Карло) Вельци (итал. Giuseppe Maria (Carlo) Velzi; 8 марта 1767, Комо, Миланское герцогство — 23 ноября 1836, Монтефьясконе, Папская область) — итальянский куриальный кардинал, доминиканец. Магистр Апостольского дворца со 2 октября 1826 по 2 июля 1832. Епископ Монтефьясконе и Корнето со 2 июля 1832. Кардинал-священник со 2 июля 1832, с титулом церкви Санта-Мария-сопра-Минерва с 17 декабря 1832.